# Landgericht Kranzberg

Kupferstich des Schlosses und Landgerichtssitzes Kranzberg von Michael Wening in der Topographia Bavariae 1701–26

Das Landgericht Kranzberg war eine landesherrliche Verwaltungseinheit im Herzogtum Bayern und später im Kurfürstentum Bayern, die von 1255 bis 1804 bestand. Sitz war der Ort Kranzberg im heutigen Landkreis Freising. Hier gab es im Spätmittelalter die Burg Kranzberg auf dem heutigen Burgstall, der Pantaleonsberg genannt wird. Sie war lange Zeit der Sitz des Landgerichts, dessen Gebiet so groß wie ein kleiner Landkreis war, aber zu dieser Zeit keine einheitliche Gebietskörperschaft darstellte.

## Hintergrund
Mit Hilfe solcher Landgerichte oder Pflegämter organisierten die Wittelsbacher ihre Landesherrschaft in Bayern vom Beginn des 13. Jahrhunderts an. Im neuen Königreich Bayern des beginnenden 19. Jahrhunderts gab es das Landgericht Kranzberg nicht mehr, denn es wurde 1804 zugunsten des neugeschaffenen Landgerichts Freising und zugunsten der Landgerichte Dachau und München aufgelöst. Neu zusammengefügte Landgerichte gab es im Königreich Bayern nach den napoleonischen Kriegen im Zeitraum zwischen 1802 und 1862 als staatliche Verwaltungseinheiten weiterhin. Der alte Begriff wurde bei der Neueinteilung des doppelt so großen Flächenstaates beibehalten, aber der Charakter war ein ganz anderer geworden.

## Geschichte
Um 1200 wird zum ersten Mal ein Ministerialengeschlecht erwähnt, das sich von Chranisperch nannte; dieses lebte auf einer Burg, die den Amperübergang auf dem Weg nach Freising sichern sollte. Ab 1229 ist die Burg herzoglicher Besitz, so dass wohl ab diesem Zeitpunkt die Burg auch Sitz eines Pflegers und Landrichters war. Durch die erste bayerische Landesteilung 1255 wurde das Gebiet zwischen Ober- und Niederbayern aufgeteilt: Der Westen mit Dachau kam zu Oberbayern, die Gebiete östlich der Ilm – und damit auch Kranzberg – wurden niederbayerisch. Ab diesem Zeitpunkt kann man von einem eigenen Landgericht Kranzberg sprechen. Es kam immer wieder zu Gebietskonflikten mit den Freisinger Bischöfen und den Äbten von Indersdorf, aber Mitte des 14. Jahrhunderts lagen die Grenzen des Gerichts fest, die sich bis zur Säkularisation und Mediatisierung 1802/1803 nicht mehr groß ändern sollten.
1329 ließ Friedrich von Achdorf die Burg neu befestigen. Bis 1505 gehörte Kranzberg zum Rentamt Landshut, nach der Wiedervereinigung der bayerischen Teilherzogtümer wurde es dem Rentamt München zugeschlagen. In dieser Zeit wurde erstmals eine vollständige Güterbeschreibung verfasst. Das Gericht Kranzberg danach war in die Schergenämter Allershausen, Tünzhausen, Indersdorf, Langenbach und „auf dem Gfild“ (= Garching) untergliedert.
Das Kranzberger Gebiet litt stark unter den Folgen des Dreißigjährigen Krieges. Am Himmelfahrtstag 1632 brannten 50 schwedische Reiter die Burg nieder und plünderten den Ort. Die Burg wurde danach nicht wieder aufgebaut, stattdessen residierte der Pfleger von nun an im Dorf. 1639 wurde die Grenze zwischen dem Hochstift Freising und dem Herzogtum Baiern endgültig festgelegt.

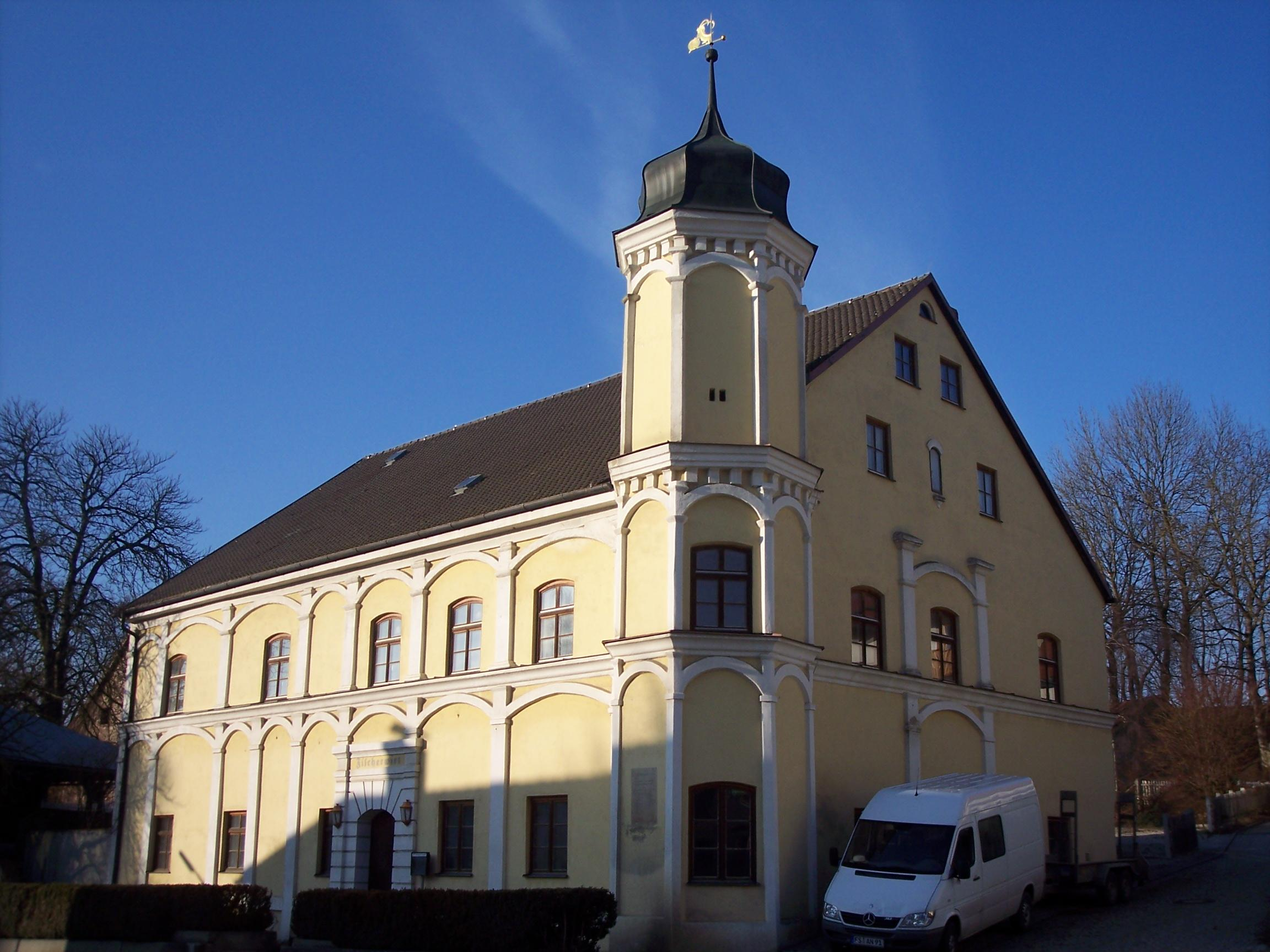
Ehemaliges Landgerichtsgebäude, ca. 1600, Umbau 1860

Als Zeichen der hohen Gerichtsbarkeit wurden im Pflegamt vier Galgen aufgestellt: in Göppertshausen (Gemeinde Petershausen), Dietersheim (Gemeinde Eching), Schmidhausen (Gemeinde Langenbach) und in Kranzberg bei der Sägemühle.
Im Jahr 1803 wurde im Rahmen der Säkularisation das Hochstift Freising von Bayern besetzt und anschließend das neu entstandene Königreich Bayern durch die Montgelas’schen Reformen neu strukturiert. Am 24. Februar 1804 wurde ein königliches Landgericht Freising eingerichtet, dem dabei mit den Schergenämtern Allershausen, Tünzhausen und Langenbach der größere Teil des Gebietes des nunmehr aufgelösten Landgerichts Kranzberg zufiel. Die westlichen Teile (u. a. Indersdorf, Petershausen) wurden dem Landgericht Dachau und die südlichen Gebiete (Garching und Fröttmaning) dem Landgericht München zugeschlagen. Im Rahmen des 2. Gemeindeedikts von 1818 wurden aus den einzelnen Hofmarken und Schergenämtern neue Gemeinden, darunter die Gemeinde Kranzberg, gebildet.

## Umfang und Struktur des alten Landgerichts Kranzberg
Das Landgericht bestand 1760 aus 225 Siedlungen, die in fünf Ämter aufgeteilt waren: Tünzhausen, Allershausen, Indersdorf, Langenbach und dem Amt auf dem Gfild (= Garching). Daneben gab es noch 25 Hofmarken, in denen der Grundbesitzer die niedere Gerichtsbarkeit ausüben durfte, während in den Ämtern das Landgericht Schergenämter einsetzte, die für die niedere Gerichtsbarkeit zuständig waren. Über zwei Drittel der Bewohner unterstanden den Herren ihrer Hofmark, so dass ein für die Größe des Landgerichtsbezirkes relativ kleiner Bevölkerungsteil übrig blieb, für den der herzogliche Landrichter zuständig war.

### Die Ämter im Landgericht Kranzberg
Tünzhausen
mit den Landgerichtssitz Kranzberg, den ehemaligen Gemeinden Itzling, Sünzhausen und Haindlfing (heute Stadt Freising), Wippenhausen, Gremertshausen (heute Kranzberg) und Giggenhausen (heute Neufahrn);
Allershausen
mit den ehemaligen Gemeinden Schlipps (heute Allershausen), Lauterbach (heute Fahrenzhausen), Hohenbercha (heute Kranzberg), Weißling bei Kammerberg, Herrschenhofen (heute Hohenkammer), Paunzhausen, Salmading bei Reichertshausen, Entrischenbrunn (heute Hettenshausen);
Indersdorf
mit den Gebieten Petershausen, Rettenbach (heute Vierkirchen), Ainhofen, Westerholzhausen und Eichhofen (beide heute Markt Indersdorf);
Langenbach
mit den ehemaligen Gemeinden Rudlfing, Oberhummel, Tüntenhausen (heute Stadt Freising) und Unterberghausen (heute Marzling);
Amt auf dem Gfild
mit Garching, Hollern und Dietersheim (heute Eching), Fröttmaning (heute Stadt München), Neufahrn und Pulling (heute Stadt Freising).

Karte des Landgerichts Kranzberg

### Die Hofmarken als eigenständige Untereinheiten
Ein solches Pfleggericht oder Landgericht des Herzogs oder Kurfürsten war aber kein territorial einheitliches Gebilde. Es bestand aus verschiedenen Teilen, die einen „Fleckenteppich“ an Herrschaftsgebieten darstellten.
In Hofmarken konnten die Grundherren unabhängig vom bayerischen Landesherrn Recht sprechen (außer Todesstrafen), sowie Frondienste und Abgaben von den Untergebenen einfordern. Von den 25 Hofmarken waren 13 in geistlichen Besitz: zum Hochstift Freising gehörten Massenhausen, Ottenburg (heute Eching), Eisenhofen (heute Erdweg), Burghausen (heute Kirchdorf), Wippenhausen (heute Kranzberg), Marzling und Hummel (heute Langenbach); das Kloster Indersdorf besaß Indersdorf, Glonn (heute Markt Indersdorf), Asbach (heute Petershausen) und Pipinsried (heute Altomünster); das Kloster Weihenstephan besaß Vötting (heute Stadt Freising), das Kloster Neustift (heute Stadt Freising) die gleichnamige Hofmark.
Die Hofmarken Thalhausen, Haindlfing, Sickenhausen, Schönbichl, Hohenkammer, Kammerberg, Aiterbach, Paunzhausen, Hagenau (erst 1768 eingerichtet), Kolbach, Jetzendorf und Garching gehörten adeligen Besitzern. Als Besonderheit sei noch die Hofmark Aiterbach erwähnt, die zweigeteilt war. Durch die Dorfmitte floss der Bach, der die Grenze zwischen dem Landgericht Kranzberg und Moosburg und somit auch zwischen Ober- und Niederbayern war.

### Ende des Landgerichts Kranzberg
Entstanden war das Landgericht, weil die neue herzogliche Dynastie der Wittelsbacher ihr Territorium allmählich zu einer geschlossenen Landesherrschaft ausbauen wollte. Deswegen wurde Kranzberg mit seiner Burg als Gegenpol zum Hochstiftsitz des Freisinger Bischofs begründet, um die Ausweitung des Hochstifts nach Westen unmöglich zu machen. Als das Hochstift Freising aufgelöst und durch die Säkularisation dem Kurfürstentum einverleibt wurde, behielt man zwar den Namen Landgericht für die mittleren Verwaltungseinheiten bei, aber das Landgericht Kranzberg selbst war überflüssig geworden und musste der landstädtisch gewordenen ehemaligen bischöflichen Residenzstadt Freising diesen Rang abtreten.  Freising wurde Sitz eines neuen Landgerichts, dessen Verwaltungsfunktionen heute der Landkreis Freising übernommen hat. Als Gerichtsbehörde besteht sei 1879 das Amtsgericht Freising.